# Пасош Авганистана
Пасош Исламске Републике Авганистан је јавна путна исправа која се држављанину Авганистана издаје за путовање и боравак у иностранству, као и за повратак у земљу. За време боравка у иностранству, путна исправа служи њеном имаоцу за доказивање идентитета и као доказ о држављанству. Пасош Авганистан се издаје за неограничен број путовања.
У септембру 2011. Министарство спољних послова је почело са издавањемдве врсте пасоша по угледу на британске за дипломате и друге државним службенике.
Након издавања дигиталних личних карата, што је пројекат вредан 101 милиона долара који је авганистанска влада планира да почне у 2012, садашњи пасош ће бити замењен са биометријским пасошем. Ове промене се очекује да помогну у спречавању велике преваре у будућим изборима, спречавању корупције и побољшати безбедносну ситуацију.